# Boulevard Armand-Bombardier
Ne doit pas être confondu avec Rue Bombardier à Anjou et Saint-Léonard.
Le Boulevard Armand-Bombardier est une artère de l'arrondissement Rivière-des-Prairies–Pointe-aux-Trembles à Montréal.

## Situation et accès
Ce boulevard est long de 2,2 kilomètres et débute à l'intersection du boulevard Henri-Bourassa et est la continuité du Boulevard Ray-Lawson d'Anjou pour se terminer à la 24e avenue du quartier Rivière-des-Prairies à mi-chemin entre le boulevard Perras et le boulevard Gouin.

## Origine du nom
Le boulevard est nommé en l'honneur de Joseph-Armand Bombardier (1907-1964) industriel québécois et inventeur de la motoneige.

## Historique
Elle prend sa dénomination actuelle, en 1971, en remplacement du Boulevard Ray-Lawson dans l'arrondissement Rivière-des-Prairies–Pointe-aux-Trembles. Cette voie est souvent confondue avec la rue Bombardier (orientation est-ouest) dans les arrondissements d'Anjou et de Saint-Léonard en raison du fait qu'elles ne sont pas très loin l'une de l'autre.